# Muralhas de Gênova
As muralhas de Gênova constituem em seu conjunto os muitos círculos de muralhas que protegiam e defendiam a cidade de Gênova, antiga capital da República homônima. Até hoje, grandes porções dessas muralhas permanecem, e Gênova tem mais e mais muralhas do que qualquer outra cidade na Itália.

## The Mura Nuove (novas muralhas)
‎O projeto foi realizado pelos matemáticos ‎‎Vincenzo Maculano‎‎ e ‎‎Giovanni Battista Baliani‎‎, amigo de ‎‎Galileu Galilei.‎‎ A supervisão da obra foi confiada a Ansaldo De Mari com a cooperação do arquiteto lombardo ‎‎Bartolomeo Bianco‎ 
O comprimento das "Novas Muralhas" atingiu 19.560 metros, cercando uma área de 903 hectares (quase cinco vezes os 197 ‎‎hectares‎‎ incluídos nas "muralhas antigas" até o século XVI)‎.
O projeto foi realizado pelos matemáticos Vincenzo Maculano e Giovanni Battista Baliani, amigo de Galileu Galilei. A supervisão da obra foi confiada a Ansaldo De Mari com a cooperação do arquiteto lombardo Bartolomeo
‎As "Novas Muralhas" e os fortes estão agora incluídos no "Parco Urbano delle Mura" (Parque da Cidade de muralhas), com uma superfície de 876 hectares, que é o maior "pulmão" verde de Gênova, e fornece a possibilidade de diferentes excursões de interesse histórico e da vida selvagem‎.